# Abdul Rahman Kleifawi

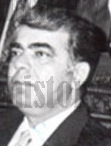
Abdul Rahman Kleifawi (1971)

Abdul Rahman Kleifawi (arabisch عبد الرحمٰن خليفاوي, DMG ʿAbd ar-Raḥmān Ḫulayfāwiyy; * 1927 in Damaskus, Völkerbundmandat für Syrien und Libanon; † 14. März 2009 in Syrien) war ein syrischer Generalmajor und Politiker der Baath-Partei.

## Leben
Abd el-Rahman Chleifawi besuchte die Schule in Damaskus und schloss 1950 die Offizierschule ab. Im Jahre 1971 wurde Chleifawi zum Generalmajor befördert. Er besuchte militärische Fortbildungen in der Sowjetunion und in Frankreich. Im Gouvernement Deraa wurde er Chef der Kommunalverwaltung sowie Polizeichef. Später wurde er Gouverneur von Hama. Im sogenannten Gemeinsamen Arabischen Kommando in Kairo war er 1965 bis 1976 Vertreter Syriens. In den Jahren 1968 bis 1970 war er Vorsitzender Richter des Militärgerichts und stellvertretender Vorsitzender der Abteilung für Offiziersangelegenheiten. Von 1970 bis zum Jahre 1971 war er zudem Innenminister Syriens und stellvertretender Vorsitzender des Militärgerichts. Im Jahre Seit 1971 war er Abgeordneter im Volksrat. Als Ministerpräsident amtierte er erstmals vom 3. April bis zum 21. Dezember 1972, womit er der erste Ministerpräsident unter der Präsidentschaft Hafis al-Assads war. Chleifawi übte dieses Amt vom 7. August 1976 bis zum 27. März 1978 erneut aus.
Abd el-Rahman Chleifawi war verheiratet und hatte vier Kinder.